# Nucleo (esogeologia)

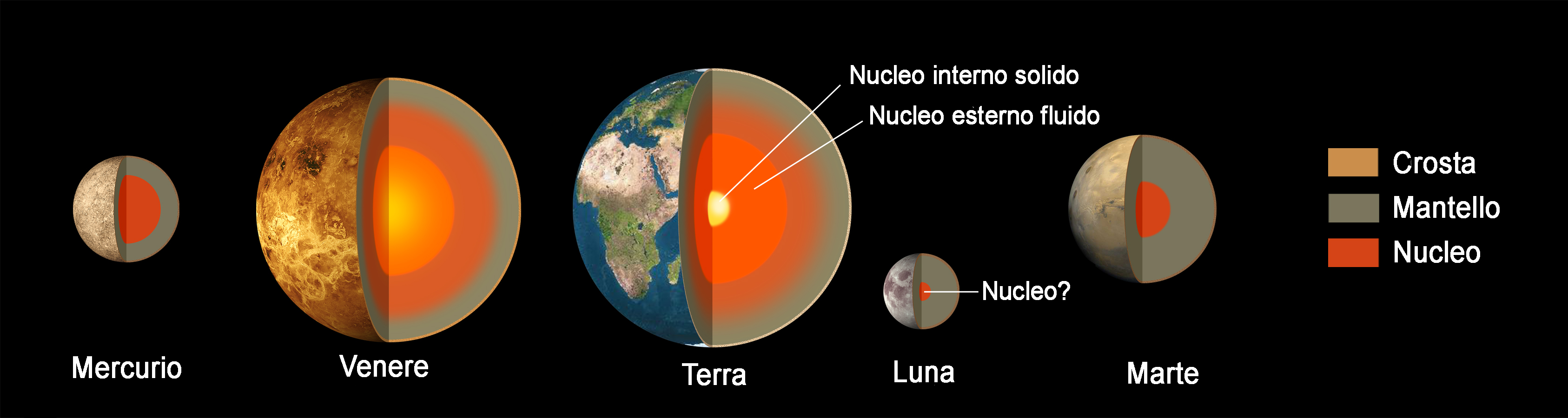
Struttura dei pianeti interni

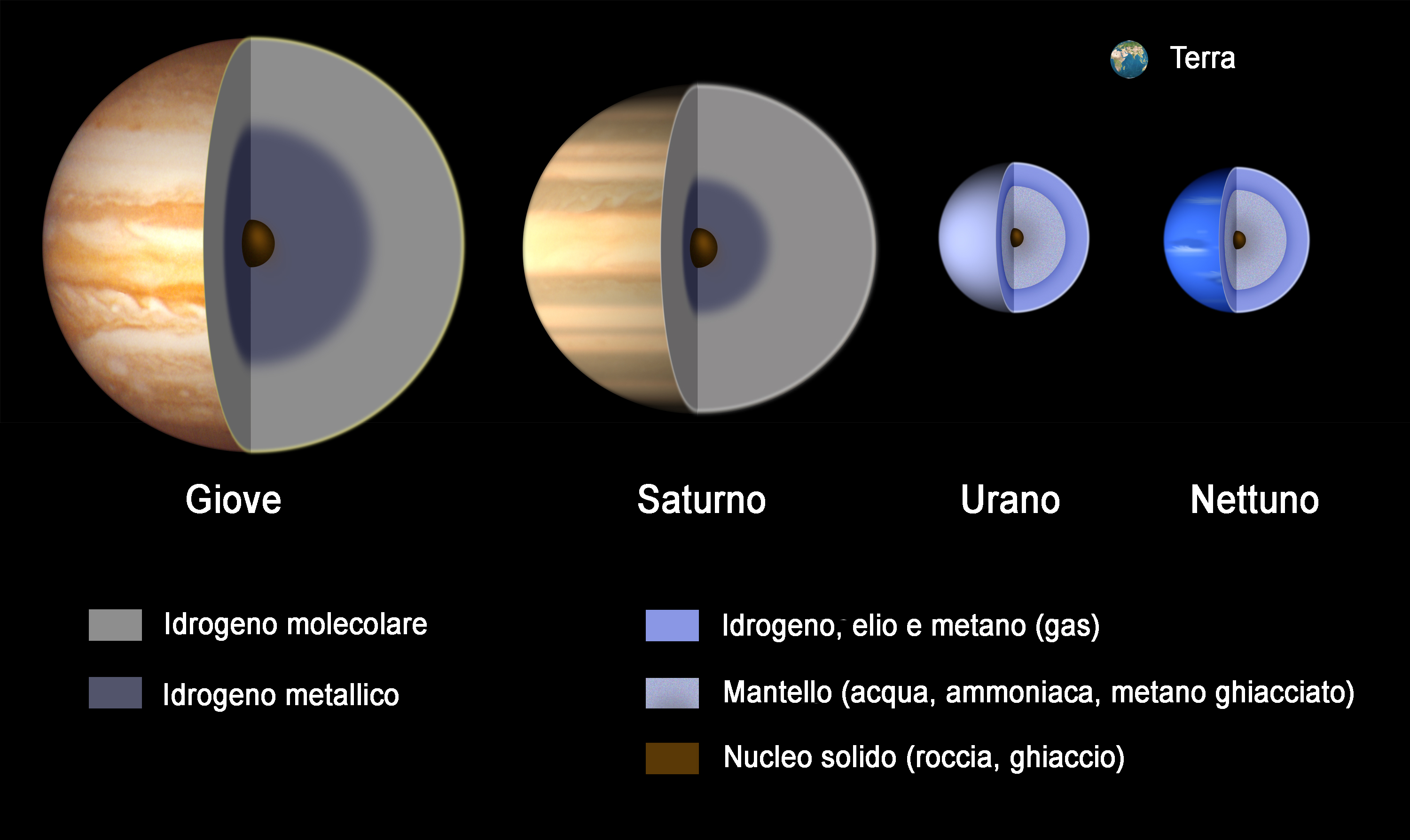
Struttura dei pianeti esterni

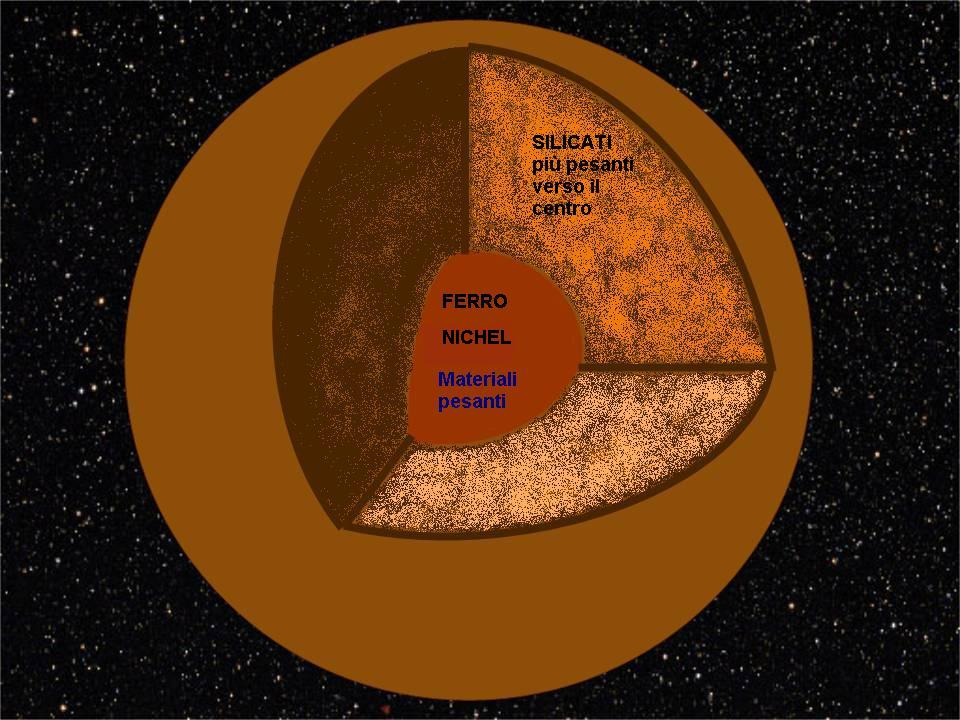
Nucleo di un pianeta

In esogeologia, il nucleo planetario è la parte centrale di un pianeta o di un satellite. I nuclei teoricamente possono essere interamente solidi o interamente liquidi, ma in genere sono un misto di una parte solida più interna rivestita da uno strato fluido, come nel caso della Terra.

## Caratteristiche
Nel sistema solare, la dimensione dei nuclei varia dal 20% del diametro del corpo in oggetto (la Luna), all'85% nel caso di Mercurio.
Anche i giganti gassosi hanno un nucleo, ma la composizione non è del tutto chiarita e varia tra un misto di roccia e ghiaccio, a solo ghiaccio o idrogeno metallico liquido.
I nuclei dei giganti gassosi sono in proporzione più piccoli dei pianeti di tipo terrestre, anche se in valor assoluto possono avere dimensioni superiori a quelle terrestri. Giove ha un nucleo 10-30 volte più pesante di quello della Terra, e l'esopianeta HD 149026 b sembra avere un nucleo la cui massa è 100 volte quella terrestre.
Lo studio dei nuclei planetari comporta difficoltà collegate al fatto che non sono raggiungibili con le perforazioni e non sono disponibili campioni che provengano con certezza dall'interno del pianeta. Lo studio deve perciò ricorrere a tecniche indirette come la sismologia, la fisica dei minerali e le dinamiche planetarie.

## Struttura
Ciascun pianeta, o satellite del sistema solare, purché sia almeno parzialmente differenziato, ha composizione e densità diverse del materiale che formano il suo corpo.
Più si va verso l'interno più esso diventa pesante e più denso, fino ad essere completamente metallico entro un determinato raggio, e questo varia da pianeta a pianeta, da satellite a satellite.
In alcuni modelli di formazione planetaria l'interno è suddiviso in zone di densità differenti, grazie all'accrescimento di materia e materiali di differenti composizioni.
In altri modelli il pianeta si è accresciuto di materiali abbastanza uniformi, e la differenziazione interna ha avuto inizio successivamente, come conseguenza dell'evoluzione termica del corpo planetario. Per arrivare a questa differenziazione è stato necessario, oltre alla forza gravitazionale anche di una sorgente di calore necessaria a fondere le rocce, e due sono le più importanti fonti: quella gravitazionale (compreso il calore di accrescimento) e quella del decadimento radioattivo che può essere operante per miliardi di anni.

Ogni pianeta è stato soggetto a questo riscaldamento, e si pensa che specialmente quelli di tipo terrestre siano passati per questa fase di differenziazione.

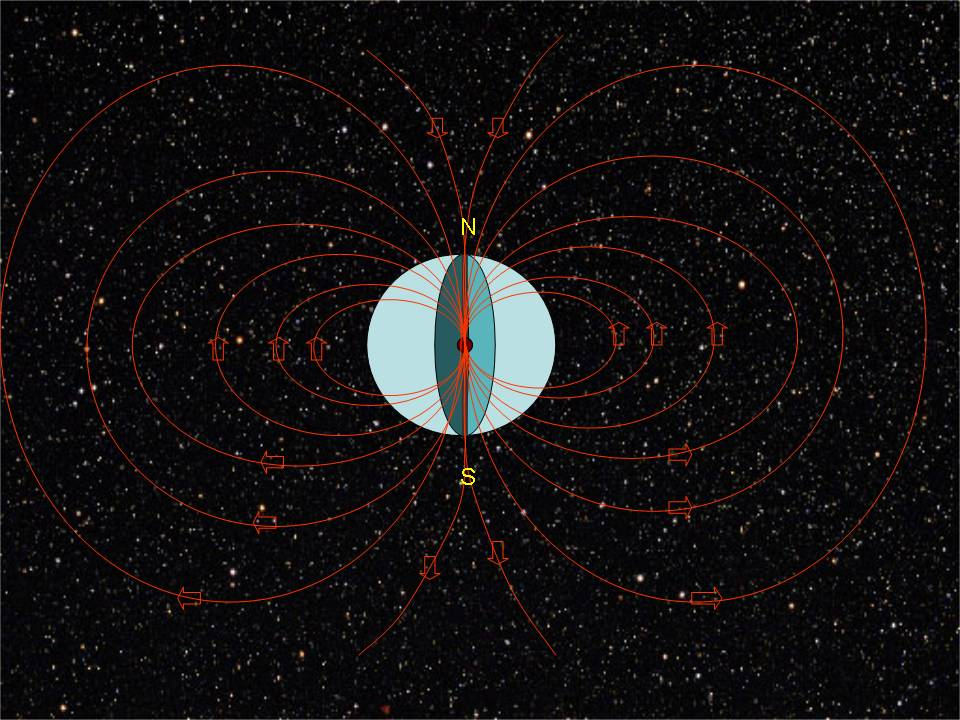
Linee di forza di un campo magnetico planetario

La prima distinzione interna è il nucleo; l'elemento più pesante presente in un pianeta è il ferro; quando la temperatura dovuta al decadimento radioattivo raggiunge il valore di fusione del ferro, parte di questo migra verso gli strati interni, e siccome si lega facilmente con ossigeno e zolfo all'inizio il nucleo di un pianeta potrebbe essere di solfuro di ferro.
La separazione di un nucleo genera di per sé stessa calore, il che contribuisce ulteriormente alla caduta interna di materiali più pesanti. dal momento che questo è un evento interno tutto il calore viene coinvolto e questa è una forma molto efficace di riscaldamento gravitazionale.
L'accesso alle profondità dei pianeti ci è interdetto ma ci si può fare un'idea abbastanza veritiera di ciò che accade studiando l'andamento delle onde sismiche che interessano l'intero corpo e dare così un significato alle diverse strutture e ai materiali interessati.
Il nucleo dei pianeti generalmente si mantiene allo stato liquido negli strati più esterni. I movimenti del nucleo liquido dovuti alla rotazione del pianeta attorno al nucleo ferroso per effetto dinamo generano un campo magnetico che fa risentire la propria presenza sia sulla superficie che nello spazio, creando un involucro magnetico attorno al pianeta stesso, chiamato magnetosfera.
Da notare che l'effetto dinamo, con conseguente produzione di un campo magnetico, non viene prodotto solamente in un nucleo ferroso, ma anche nella parte superiore al nucleo stesso in presenza di idrogeno liquido che ruota attorno all'asse del pianeta, anche se l'intensità delle linee di forza è minore, ed il valore della stessa intensità sarà tanto più piccolo quanto minore sarà la velocità di rotazione; praticamente è quello che avviene nei pianeti giganti gassosi.

## Nucleo della Terra
Nel 1797, Henry Cavendish calcolò che la densità media complessiva della Terra fosse 5,48 volte quell'acqua (in seguito corretta in 5.53); questo implicava che il nostro pianeta dovesse essere molto più denso al suo interno.
In seguito alla scoperta delle meteoriti ferrose, nel 1898 Wiechert postulò che la Terra avesse una composizione simile a quella delle meteoriti e che il ferro si era posizionato al centro del pianeta; rappresentò questo concetto integrando la densità terrestre con il ferro e il nichel mancanti situati nel nucleo centrale.
Il primo rilevamento del nucleo terrestre avvenne nel 1906 da parte di Richard Dixon Oldham in seguito alla scoperta delle onde P, nella parte liquida esterna del nucleo. Nel 1936 i sismologi riuscirono a determinare la dimensione complessiva del nucleo e i confini tra il nucleo fluido esterno e la parte solida interna.

## Sistema solare
| Corpo celeste | Composizione del nucleo | Dimensioni del nucleo (raggio) | Campo magnetico (Terra=1)                       |
| ------------- | --- | ------------------------------ | ----------------------------------------------- |
| Sole          | Nucleo con prevalenza di idrogeno | ~150.000 km                    | Al minimo = 1, nelle macchie fino a 3.000 volte |
| Mercurio      | Nucleo ferroso | ~1.800-1.900 km                | ~1 centesimo                                    |
| Luna          | Nucleo piccolo forse ferroso | ~220–450 km                    | ~1 milionesimo                                  |
| Venere        | Nucleo di ferro fuso | ~1.500 km                      | ~1 millesimo                                    |
| Marte         | Nucleo di roccia fusa, zolfo, solfuro di ferro, ferro | ~1.700 km                      | ~0,0002                                         |
| Giove         | Nucleo di ferro e silicati | ~10.000 km                     | ~14                                             |
| Saturno       | Nucleo di metallo e roccia | ~1.400 km                      | ~0,5                                            |
| Urano         | Nucleo roccioso e ferroso | ~7.500 km                      | ~50                                             |
| Nettuno       | Nucleo roccioso e ferroso | ~7.400 km                      | ~25                                             |
| Comete        | Nucleo di acqua (ghiaccio), metano, ammoniaca, anidride carbonica, ossido e biossido di carbonio, acido cianidrico, polveri di metallo e grafite, polvere di roccia (magnesio e silicati) | -                              | -                                               |
| Asteroidi     | Nucleo con zone più dense di rocce, silicati di carbonio, silice, materiale ferroso (ferro e nichel)                                                                                      | -                              | -                                               |